# Chorinaeus asozanus
Chorinaeus asozanus là một loài tò vò trong họ Ichneumonidae.